# Viljuj
Viljuj (rusky Вилюй, jakutsky Бүлүү) je řeka v Krasnojarském kraji a v Jakutské republice v Rusku a zároveň největší levostranný přítok sibiřského veletoku, řeky Leny. Řeka je 2 650 km dlouhá a její povodí má rozlohu 454 000 km².

## Průběh toku
Pramení na Středosibiřské plošině v Krasnojarském kraji. Teče přes ni nejprve jihovýchodním, později východním a nakonec severovýchodním směrem. Přitom nejprve protíná bažinato-jezernatou rovinu, níže pak přes oblast vyvřelých čedičů jež má horský charakter. Vyskytují se zde kaňony široké do 160 m a říční údolí je značně členité. Svahy jsou prudké a porostlé lesem. V korytě se vyskytují četné peřeje. Od vesnice Černyševskij až k ústí řeky Čirkuo se podél toku táhne vzdutí Viljujské přehradní nádrže jež vznikla za hrází Viljujské vodní elektrárny, jež byla dokončena v roce 1967. Na dolním toku řeka protéká Středojakutskou rovinou v Jakutské republice. Pod vesnicí Suntar se dolina rozšiřuje. Od města Viljujsk k ústí protéká širokou dolinou, jež má po stranách zaplavované říční terasy. V korytě se vyskytují ostrovy, z nichž Chočentach je dlouhý 15 km.

### Větší přítoky
- zleva – Achtaranda, Ygyatta, Marcha, Ťung, Ťukjan
- zprava – Ulachan-Vava, Čirkuo, Čona, Ulachan Botuobuja, Oččuguj Botuobuja, Kempenďaj, Bappagaj, Kosmos [2]

## Vodní režim
Zdroj vody je smíšený, přičemž převládají sněhové srážky. Průměrný dlouhodobý roční průtok vody u vesnice Černyševskij (Viljujská vodní elektrárna) činí přibližně 600 m³/s, u Suntaru 800 m³/s a poblíž ústí 1 700 m³/s. Maximální jarní průtoky dosahují v průměru 10 000 až 15 000 m³/s a minimální zimní 2 až 5 m³/s. Hladina se na jaře zvyšuje o 10 až 15 m. Zamrzá v polovině října a rozmrzá v polovině květnu. Na jaře se tvoří ledové zátarasy.

## Využití
Vodní doprava je možná od ústí v délce 1370 km a při vypouštění vody z přehradní nádrže až k vesnici Černyševskij. Hlavní přístavy jsou Viljujsk, Ňurba a Černyševskij. Řeka je bohatá na ryby (jeseter, hlavatka sibiřská, lenok sibiřský, nelma obecná). V povodí řeky jsou naleziště diamantů (Mirnyj, Ajchal, aj.), uhlí, zemního plynu a soli.